# Eckes Malz

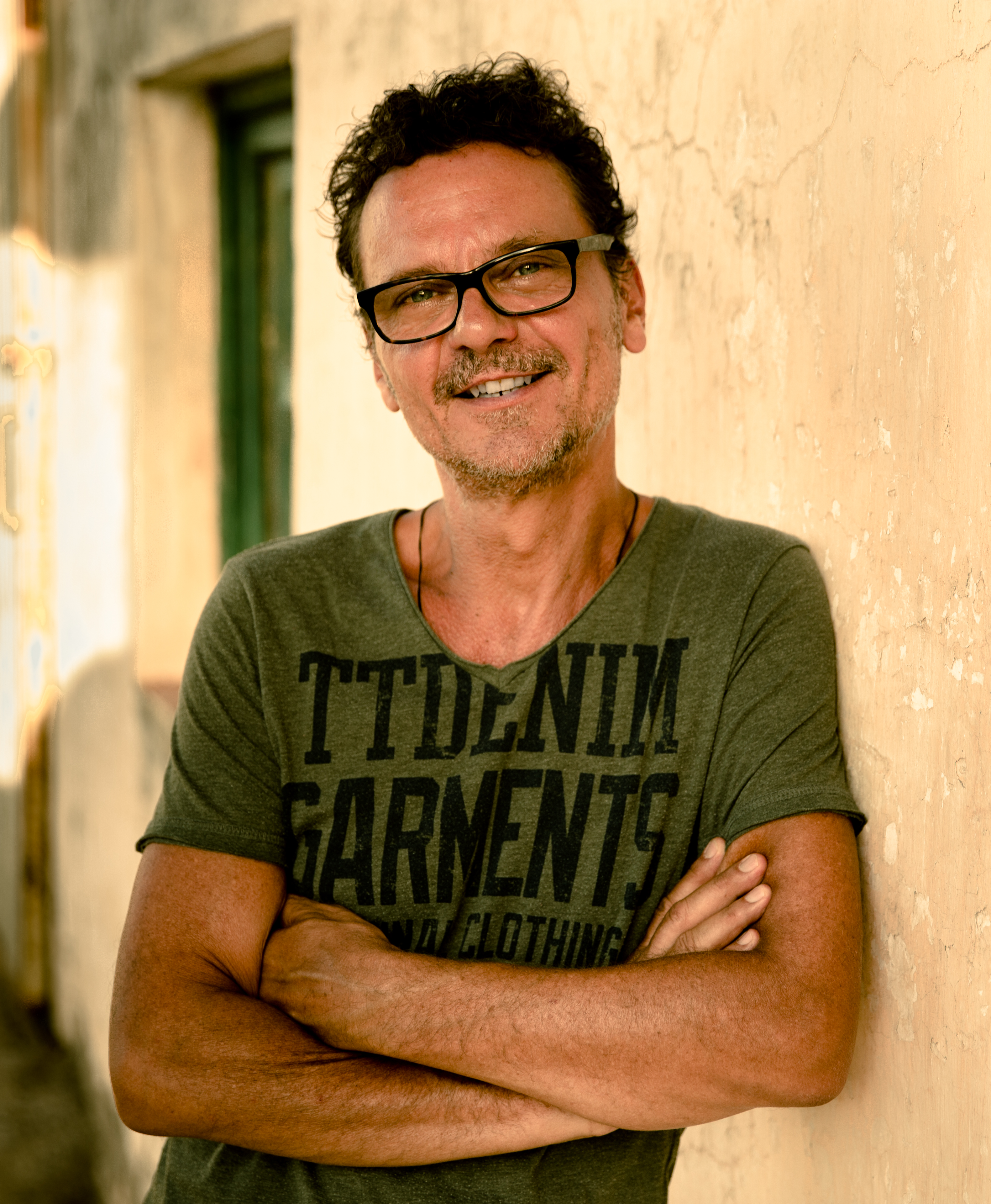
Eckes Malz (2018)

Eckart Volker „Eckes“ Malz (* 1962 in Bad Dürkheim) ist ein deutscher Filmmusik-Komponist, Arrangeur und Pianist.

## Leben
Seit seinem fünften Lebensjahr bekam Malz Musikunterricht auf Flöte, Klavier, Geige und Schlagzeug. Nach der Schule absolvierte er eine Ausbildung zum Klavierbauer, anschließend machte er eine weitere Ausbildung in Komposition und Arrangement und ist seit 1982 als Komponist für Theater, Film-, Fernseh- und Werbeproduktionen tätig.
Als Studio- und Livemusiker (Piano, Keyboards und Percussion) war er auf zahlreichen Tourneen und an Veröffentlichungen beteiligt, unter anderem mit Donald Tillman (USA), Volker Strifler (USA), Six Was Nine, Freddy Wonder, De-Phazz und Lydie Auvray. Sein Stil umfasst dabei großteils die Bereiche des Rock, Pop, Jazz und World.
Als Orchester-Arrangeur war Malz bereits für die Söhne Mannheims, Xavier Naidoo und die Philharmonic Wonders tätig. 1993 gründete er zusammen mit Biber Gullatz die first take studios mit Sitz in Weinheim an der Bergstraße und betreibt seit 2000 ein Studio in Köln.
Seit 1985 arbeitet er auch für Theater und Ballett (u. a. Burgtheater Wien, Staatstheater Stuttgart, Badisches Staatstheater Karlsruhe, Schauspielhaus Zürich, u. v. m.), außerdem ist er seit 2006 in seinem eigenen Projekt Eccomoreno (Stil: Lounge-Jazz-House) zu hören, aus dem 2010 die CD Xiquembo hervorging.
Malz lebt mit seiner Tochter in Köln.

## Filmografie
- 1994: Großstadtrevier (Fernsehserie)
- 1995: Die Versuchung – Der Priester und das Mädchen (Fernsehfilm)
- 1997: Tatort: Restrisiko (Fernsehreihe)
- 1998: Feuerreiter (Kinofilm)
- 1999: Tatort: Kriegsspuren
- 1999: Verschwinde von hier
- 1999: Die Häupter meiner Lieben (Kinofilm)
- 2000: Stunde des Wolfs
- 2000: Der Hahn ist tot
- 2000: Anwalt Abel: Das Geheimnis der Zeugin
- 2000: Anwalt Abel: Der Voyeur und das Mädchen
- 2000: Sumo Bruno (Kinofilm)
- 2001: Romeo
- 2001: Emil und die Detektive (Kinofilm)
- 2002: Das verflixte 17. Jahr
- 2002: In einer Nacht wie dieser
- 2003: Blond: Eva Blond! – Der Zwerg im Schließfach
- 2004: Blond: Eva Blond! – Wie das Leben so spielt
- 2004: Der Boxer und die Friseuse
- 1998–2005: Adelheid und ihre Mörder (Fernsehserie)
- 2005: Der Weihnachtsbaum
- 2006: Blond: Eva Blond! – Der sechste Sinn
- 2009: When the Mountain meets its Shadow (Doku, Südafrika)
- 2011: Wilsberg: Frischfleisch
- 2011: My Home is my Castle (Doku, Ungarn)
- 2012: The Forbidden Girl
- 2014: Die letzten Millionen (Fernsehfilm, ARD)
- 2015: Heimat ist kein Ort (Fernsehfilm, ARD)
- 2015: Eins ist nicht von dir (Fernsehfilm, ARD)
- 2016: Berlin Rebel High School (Doku, Deutschland)
- 2020: Fruitfaces 1 & 2 (Kurzfilme)
- 2021: Heroes (Dokumentarfilm, WDR)

## Musik und Produktion
- 1984–1988: Spiritualchor Schwegenheim; Musical Director
- 1988: One Minute Affair, Mannheim; Musical Director
- 1989–1990: Donald Tillman, New York: Keyboards
- 1992–1995: Soul Train; Keyboards
- Boom Studios, Frankfurt; Musik-, Hörspiel- und Werbeproduktionen (Ikea-Family, Maus u. a.)
- 1996: Stefan Zobeley Band; CD Zobel
- 1994: Volker Striffler, USA; CD Full Moon
- 1995: Mardi Gras Brass Band; CD „Big Brass Bed“
- 1990–1997: Freddy Wonder Combo; Musical Director
- 1996–1998: Six Was Nine, Piano, Keys
- 1999: De-Phazz, Piano, Keys, CD Godsdog
- 2001: De-Phazz, Piano, Keys, CD Death by Chocolate
- seit 2001: Lydie Auvray, Live-Piano Les Auvrettes, CD Lydie Auvray Trio
- 2002: De-Phazz, Piano, Keys CD Daily Lama
- 2002: Eccomoreno, Tracks auf div. Compilations wie Klassiklounge 4 & 6, SkyLoungeRed, Fräuleinwunder u. v. a.
- 2005: Söhne Mannheims, Orchester-Arrangement Zion
- 2005: De-Phazz, Piano, Keys, CD Natural Fake
- 2005: Prominente Lesen, Komposition, Piano, CD Aus vollem Herzen
- 2006: De-Phazz, Piano, Keys, CD Days of Twang
- 2008 Lydie Auvray, Piano, Keys, CD Soiree
- 2009: De-Phazz, Piano, Keys, CD LaLa 2.0
- 2009: Lydie Auvray, Piano, Percussion, Komposition, Produktion, CD Trio
- 2010: Quicksand, Komposition, Keys, CD Economic Poetry
- 2011: Xavier Naidoo, Single Bitte hör nicht auf zu träumen, String-Arrangement
- 2012: Filmpalast, Piano, Keys, CD Happy breakup everybody
- 2012: The Stewardesses, Piano, CD Pussy Empire hebt ab
- 2013: Lydie Auvray, Piano, Keys, Komposition, CD Trois Couleurs
- 2013: UMBO, Piano, Keys, CD Die kultivierte Dilletanz
- 2014: Baumgartner / Kraus, Keys, Komposition, CD Low Sky Sketches
- 2014: Der 4. Mann, Keys, Komposition, CD Jetzt
- 2015: Lydie Auvray, Piano, Komposition, CD Musetteries
- 2018: De-Phazz, Keyboards, Komposition, CD Black White Mono
- 2019: Metropolitan Chic (Klanglobby CD 164), Komposition, Produktion
- 2020: Lydie Auvray, Piano, Percussion, Komposition, CD Mon Voyage
- 2021: Lydie Auvray, Piano, Percussion, Programming, CD Air de Décembre
- 2018–2021: Zahlreiche Veröffentlichungen bei „Music Sculptor“